# دياتريزوات
دياتريزوات والمعروف أيضًا باسم أميدوتريزوات، (بالإنجليزية: Diatrizoate)‏ هو عامل التباين المستخدم خلال الأشعة السينية.ويشمل ذلك تصوير الأوردة والجهاز البولي والطحال والمفاصل وكذلك التصوير المقطعي بالحاسوب (التصوير المقطعي). يتم إعطاؤه عن طريق الفم، الحقن في الوريد، الحقن في المثانة، أو عن طريق المستقيم. 

وتشمل الآثار الجانبية الشائعة نسبيًا القيء والإسهال واحمرار الجلد. وتشمل الآثار الجانبية الأخرى الحكة ومشاكل الكلى وانخفاض ضغط الدم والحساسية.  لا ينصح به في الأشخاص الذين لديهم حساسية اليود.  دياتريزوات هو عامل مؤيد للطبقة الأيونية المعززة باليود مع الاسموزية العالية. 

تمت الموافقة على دياتريزوات للاستخدام الطبي في الولايات المتحدة في عام 1954.  وهو على قائمة الأدوية الأساسية لمنظمة الصحة العالمية، الأدوية الأكثر فعالية والأمان المطلوبة في النظام الصحي. وتبلغ تكلفة الجملة في العالم النامي حوالي 5.49 دولار أمريكي لكل قنينة سعة 20 مل. وفي الولايات المتحدة، تتكلف الجرعة أقل من 25 دولارًا أمريكيًا.

## الاستخدامات الطبية
يمكن استخدام حمض دياتريزويك كبديل لكبريتات الباريوم للتصوير الطبي للجهاز الهضمي، مثل سلسلة الجهاز الهضمي العلوي وسلسلة الأمعاء الدقيقة. يشارلستخدامها على المرضى الذين لديهم حساسية من الباريوم، أو في حالات تسرب الباريوم في تجويف البطن. لا يغطي دياتريزوات بطانة المعدة / الأمعاء وكذلك الباريوم، لذلك لا يستخدم عادة لهذا الغرض.
يتم استخدامه لتصوير الحويضة عن طريق الوريد.
كما أنها تستخدم لعلاج الاسكاريس الخراطيني دود الصفر الأسطواني (الدودة المستديرة). Diatrizoate قد لا يقتل الأسكاريس بالفعل، ولكنه بدلا من ذلك يشجع على تحويل السوائل في تجويف الأمعاء، لذلك قد يخفف انسداد الأمعاء الناجم عن الاصطدام في الاسكاريس.

### طريقة الأخذ
ويعطى عن طريق الوريد لتعزيز التباين في التصوير المقطعي المحوسب، لتصوير الكلى والهياكل ذات الصلة، وصورة الأوعية الدموية.
تعطى عن طريق الفم أو عن طريق الحقنة الشرجية لتصوير الجهاز الهضمي.
تعطى بواسطة قسطرة فولي لتصوير المسالك البولية.

## موانع الاستخدام
تاريخ من الحساسية لليود ليس موانع استخدام الدياتريوات، على الرغم من أنه يوحي الحذر في استخدام العامل المرضي. في هذه الحالة، يمكن إعطاء نظام من الكورتيكوستيرويدات الفموية أو الوريدية كوقاية، أو بديل مثل كبريتات الباريوم قد يكون أفضل.
هو بطلان استخدام Gastrografin جنبا إلى جنب مع بعض الأدوية التي يمكن أن تسبب الحماض اللبني، مثل الميتفورمين. قد يؤدي الاستخدام المتزامن إلى الفشل الكلوي والحماض اللبني، وقد يحتاج الطبيب إلى فصل العوامل عن بعضها البعض على مدى عدد من الأيام لمنع حدوث تفاعل.
جاستروغرافين هو محلول مفرط التوتر، وبالتالي ينبغي تجنبه في دراسات التصوير من الجهاز الهضمي العلوي في المرضى الذين يتعرضون لخطر الشفط، لأنها سوف تسبب وذمة رئوية سريعة إذا عرضت بطريق الخطأ في الشجرة الرغامية القصبية
لا يجب استخدام أوروغرافين لتصوير النخاع، أو البطين، أو في علم الأجنة، لأنه من المحتمل أن يسبب أعراضًا عصبية في هذه الفحوص.

## الكيمياء
يعتبر  دياتريزوات عامل تباين عالي الأسمولية. تتراوح قيمة الأسمولية من حوالي 1500 mOsm / kg(محلول 50٪) إلى أكثر من 2000 mOsm / kg (محلول 76٪). 

## الأسماء التجارية
وتشمل الأسماء التجارية هايباك وجاستروغرفين وام دي -غاستروفيو وايوثالميت ويروغرافين.
يروغرافين: هو مزيج من الصوديوم وأملاح الميغلومين.